# Antonio della Scala
Antonio della Scala (Verona, 1363 – Tredozio, 5 agosto 1388) è stato un politico e militare italiano, signore di Verona dal 1375 al 1387, inizialmente insieme al fratello Bartolomeo II.

## Biografia
Figlio naturale di Cansignorio della Scala e di una tale Margherita dei Pittati, ebbe un'ottima educazione sotto la guida dell'umanista Marzagaia il quale, pur riconoscendone le notevoli doti, non riuscì a correggere le sue inclinazioni violente. Nell'ottobre 1375, alla morte del padre, divenne signore di Verona assieme al fratello Bartolomeo II; alla nomina fece seguito la legittimazione della paternità, avvenuta l'11 dicembre 1375 mediante dispensa pontificia.
Nel 1378 sposò Samaritana da Polenta, figlia di Guido III, signore di Ravenna.
Antonio regnò da solo dal 1381 al 1387, quando fu deposto, anche per volontà dei cittadini che per colpa sua si erano impoveriti, da Gian Galeazzo Visconti, duca di Milano.
Dopo questi eventi fu assorbito dalla ricerca di alleati che potessero affiancarlo nella riconquista della Signoria. Chiese l'aiuto della Serenissima, della Repubblica di Firenze e infine di papa Urbano VI, ma non ottenne alcun risultato. Tornato in Toscana, mise in piedi un'armata e si diresse verso Verona ma morì mentre si trovava a Tredozio, sull'Appennino tosco-romagnolo. Sulle circostanze della sua morte non si sa molto, a partire dalla data precisa che solo gli Annales Forolivienses riportano come il 5 agosto. Si disse che fu avvelenato e non trova conferma nemmeno il luogo di sepoltura, che secondo alcuni fu Ravenna.
A lui si deve il restauro, nel 1383, del Castello Scaligero di Torri del Benaco, sul Lago di Garda.

## Discendenza
Lasciò due figli legittimi:
- Canfrancesco, morto avvelenato nel 1391 o nel 1399
- Polissena, sposata nel 1410 a Lancillotto Anguissola
- Cleofe, sposata nel 1385 a Gianmastino Visconti, figlio del signore di Milano Bernabò Visconti
- Tassea

Alcune fonti assegnano quattro figlie naturali.

## Ascendenza
|                         |   |                       | Genitori                 |  |  | Nonni |  |  | Bisnonni            |  |  | Trisnonni             |  |
|                         |   |                       |                          |  |  |       |  |  | Alboino della Scala |  |  | Alberto I della Scala |  |
|                         |   |                       |                          |  |  |       |  |  | Alboino della Scala |  |  | Alberto I della Scala |  |
|                         |   | Verde di Salizzole    |                          |  |  |       |  |  | Alboino della Scala |  |  |                       |  |
| Mastino II della Scala  |   |                       |                          |  |  |       |  |  | Alboino della Scala |  |  |                       |  |
|                         |   | Beatrice da Correggio | Giberto III da Correggio |  |  |       |  |  |                     |  |  |                       |  |
|                         |   | Beatrice da Correggio | Giberto III da Correggio |  |  |       |  |  |                     |  |  |                       |  |
|                         |   | Beatrice da Correggio | Elena Malaspina          |  |  |       |  |  |                     |  |  |                       |  |
| Cansignorio della Scala |   | Beatrice da Correggio |                          |  |  |       |  |  |                     |  |  |                       |  |
|                         |   | Giacomo I da Carrara  | Marsilio I da Carrara    |  |  |       |  |  |                     |  |  |                       |  |
|                         |   | Giacomo I da Carrara  | Marsilio I da Carrara    |  |  |       |  |  |                     |  |  |                       |  |
|                         |   | Giacomo I da Carrara  | …                        |  |  |       |  |  |                     |  |  |                       |  |
| Taddea da Carrara       |   | Giacomo I da Carrara  |                          |  |  |       |  |  |                     |  |  |                       |  |
|                         |   | Elisabetta Gradenigo  | Pietro Gradenigo         |  |  |       |  |  |                     |  |  |                       |  |
|                         |   | Elisabetta Gradenigo  | Pietro Gradenigo         |  |  |       |  |  |                     |  |  |                       |  |
|                         |   | Elisabetta Gradenigo  | Tommasina Morosini       |  |  |       |  |  |                     |  |  |                       |  |
| Antonio della Scala     |   | Elisabetta Gradenigo  |                          |  |  |       |  |  |                     |  |  |                       |  |
|                         | … | …                     |                          |  |  |       |  |  |                     |  |  |                       |  |
|                         | … | …                     |                          |  |  |       |  |  |                     |  |  |                       |  |
|                         | … | …                     |                          |  |  |       |  |  |                     |  |  |                       |  |
| …                       | … |                       |                          |  |  |       |  |  |                     |  |  |                       |  |
|                         |   | …                     | …                        |  |  |       |  |  |                     |  |  |                       |  |
|                         |   | …                     | …                        |  |  |       |  |  |                     |  |  |                       |  |
|                         |   | …                     | …                        |  |  |       |  |  |                     |  |  |                       |  |
| Margherita dei Pittati  |   | …                     |                          |  |  |       |  |  |                     |  |  |                       |  |
|                         |   | …                     | …                        |  |  |       |  |  |                     |  |  |                       |  |
|                         |   | …                     | …                        |  |  |       |  |  |                     |  |  |                       |  |
|                         |   | …                     | …                        |  |  |       |  |  |                     |  |  |                       |  |
| …                       |   | …                     |                          |  |  |       |  |  |                     |  |  |                       |  |
|                         |   | …                     | …                        |  |  |       |  |  |                     |  |  |                       |  |
|                         |   | …                     | …                        |  |  |       |  |  |                     |  |  |                       |  |
|                         |   | …                     | …                        |  |  |       |  |  |                     |  |  |                       |  |
|                         |   | …                     |                          |  |  |       |  |  |                     |  |  |                       |  |